# Boing - Le sigle più belle dei cartoni
Boing - Le sigle più belle dei cartoni è la trentanovesima raccolta di sigle della cantante italiana Cristina D'Avena, pubblicata nel 2004.

## Tracce
Testi di Alessandra Valeri Manera.
1. Hamtaro: piccoli criceti grandi avventure (musica: Max Longhi, Giorgio Vanni)
2. Pokemon: the Johto League Champions (musica: Max Longhi, Giorgio Vanni)
3. Rossana (musica: Max Longhi, GIorgio Vanni)
4. L'ispettore Gadget (musica: Carmelo Carucci)
5. Tazmania (musica: Carmelo Carucci)
6. Pollyanna (musica: Carmelo Carucci)
7. Ma che magie Doremí (musica: Max Longhi, Giorgio Vanni)
8. Doraemon (musica: Max Longhi, Giorgio Vanni)
9. Pokemon (musica: Max Longhi, Giorgio Vanni)
10. Hamtaro ham ham friends (musica: Max Longhi, Giorgio Vanni)
11. Rescue Heroes, squadra di soccorso (musica: Max Longhi, Giorgio Vanni)
12. L'incredibile Hulk (musica: Max Longhi, Giorgio Vanni)
13. Tartarughe ninja alla riscossa (musica: Vincenzo Draghi)